# Lettera di là dal mare
Lettera di là dal mare è un singolo del cantante italiano Massimo Ranieri, pubblicato il 2 febbraio 2022 su etichetta discografica Ra.Ma 2000 International.
Il brano è stato eseguito in gara al Festival di Sanremo 2022 ed ha vinto il premio della Critica del Festival della canzone italiana "Mia Martini", oltre ad essere arrivato ottavo nella classifica finale.

## Tracce
Testi e musiche di Fabio Ilacqua.
1. Lettera di là dal mare

## Classifiche
| Classifica (2022)                 | Posizione massima |
| --------------------------------- | ----------------- |
| Italia                            | 36                |
| Italia Airplay TV Indipendenti    | 3                 |
| Italia Airplay Radio Indipendenti | 6                 |